# Голливуд (мини-сериал)
«Голливуд» (англ. Hollywood) — американский телевизионный мини-сериал о Голливудской киностудии 1940-х годов, который вышел на экраны на канале Netflix 1 мая 2020 года. Главные роли в нём сыграли Даррен Крисс, Дэвид Коренсвет, Джереми Поуп, Лора Хэрриер, Самара Уивинг.

## Сюжет
Действие сериала происходит в Голливуде в 1940-х годах, в «золотую эпоху». Герои пытаются сделать карьеру в кино. Один из них — чернокожий парень Арчи Коулман, написавший сценарий о самоубийстве Пег Энтуисл (эта девушка прыгнула с надписи на Голливудских холмах). Коулман работает на заправке, которая является ещё и борделем: красивые молодые люди оказывают там сексуальные услуги геям и богатым женщинам. Он встречает Рока Хадсона, мечтающего об актерской карьере. Молодые люди влюбляются друг в друга, что становится проблемой, учитывая царящую в Голливуде гомофобию.

## В ролях
- Дэвид Коренсвет — Джек Кастелло
- Даррен Крисс — Рэймонд Эйнсли
- Лора Хэрриер — Камилла Вашингтон
- Джо Мантелло — Ричард «Дик» Сэмюэлс
- Дилан Макдермотт — Эрнест «Эрни» Уэст
- Джейк Пикинг — Рой Фитцджеральд / Рок Хадсон
- Джереми Поуп — Арчи Коулман
- Холланд Тейлор — Эллен Кинкейд
- Самара Уивинг — Клэр Вуд
- Джим Парсонс — Генри Уилсон
- Пэтти Люпон — Эвис Эмберг

Приглашённые актёры
- Мод Апатоу — Генриетта
- Гарриет Сэнсом Харрис — Элеонора Рузвельт
- Мишель Крусик — Анна Мэй Вонг
- Куин Латифа — Хэтти Макдэниел
- Кэти Макгиннесс — Вивьен Ли
- Роб Райнер — Эйс Эмберг
- Мира Сорвино — Джинн Крэндалл
- Пэджет Брюстер — Таллула Бэнкхед

## Эпизоды
| № общий | № в сезоне | Название                                                               | Режиссёр        | Автор сценария                         | Дата премьеры |
| ------- | ---------- | ---------------------------------------------------------------------- | --------------- | -------------------------------------- | ------------- |
| 1       | 1          | «Да здравствует Голливуд» «Hooray for Hollywood»                       | Райан Мерфи     | Райан Мерфи и Иэн Бреннан              | 1 мая 2020    |
| 2       | 2          | «Да здравствует Голливуд: часть вторая» «Hooray for Hollywood: Part 2» | Дэниел Минэхэн  | Райан Мерфи и Иэн Бреннан              | 1 мая 2020    |
| 3       | 3          | «Преступники» «Outlaws»                                                | Майкл Аппендаль | Райан Мерфи и Иэн Бреннан              | 1 мая 2020    |
| 4       | 4          | «Пробы» «(Screen) Tests»                                               | Джанет Мок      | Райан Мерфи и Иэн Бреннан и Джанет Мок | 1 мая 2020    |
| 5       | 5          | «Прыжок» «Jump»                                                        | Майкл Аппендаль | Райан Мерфи и Иэн Бреннан              | 1 мая 2020    |
| 6       | 6          | «Мэг» «Meg»                                                            | Джанет Мок      | Иэн Бреннан и Джанет Мок и Райлли Смит | 1 мая 2020    |
| 7       | 7          | «Голливудская концовка» «A Hollywood Ending»                           | Джессика Ю      | Райан Мерфи и Иэн Бреннан              | 1 мая 2020    |

## Создание и оценки
Мини-сериал о Голливуде 1940-х годов был анонсирован Netflix 23 февраля 2019 года. Авторами шоу стали Иэн Бреннан и Райан Мёрфи, они же продюсировали его вместе с Дэвидом Коренсветом и Дарреном Криссом. Об актёрском коллективе было объявлено 3 сентября 2019 года: роли получили Коренсвет, Крисс, Пэтти Люпон, Джереми Поуп, Холланд Тейлор, Дилан Макдермотт, Джим Парсонс. Трейлер появился в апреле 2020 года, премьера состоялась 1 мая 2020 года.
На сайте-агрегаторе отзывов Rotten Tomatoes «Голливуд» получил рейтинг в 59 % со средней оценкой 6,1 из 10. Критики констатировали, что в сериале слишком запутанный сюжет и совсем нет утонченности, хотя претензии на неё заметны. На Metacritic шоу получило средневзвешенную оценку 56 из 100, что указывает на «смешанные или средние отзывы».
Ричард Роупер, написавший рецензию для Chicago Sun-Times, оценил «Голливуд» на две с половиной звезды из четырёх, назвав актёрскую игру «потрясающей», но найдя серьёзные проблемы в сценарии. Хью Монтгомери из BBC охарактеризовал сериал как «бесхребетный и инертный» и поставил ему одну звезду из пяти. Люси Мэнган из The Guardian раскритиковала «Голливуд» как «фантазию об исполнении желаний», «шоу достаточно самодовольное и тупое, чтобы поверить в самонадеянную идею „Ла-Ла Ленда“ о том, что целлулоидное искусство напрямую формирует нашу жизнь».
Обозреватель журнала FAULT высоко оценил дизайн костюмов и игру Дилана Макдермотта, Джереми Поупа и Самары Уивинг, но раскритиковал то, как авторы сериала залакировали недостатки американской действительности 1940-х годов — повсеместные расизм и гомофобию.